# 穆克塔加查烏帕齊拉
穆克塔加查乌帕齐拉是孟加拉国邁門辛縣的一个乌帕齐拉，位於邁門辛专区的邁門辛縣。。

## 人口
據1991年孟加拉國人口普查，穆克塔加查共有戶數64,044戶，人口321,759人。其中男性佔比50.77%，女性佔比49.23%；成年人口160,859人。該地7歲以上人口之平均識字率為22.9%。